# Xamontarupt
Xamontarupt là một xã ở tỉnh Vosges, vùng Grand Est, Pháp. Xã này có diện tích km² dân số năm 1999 là người. Xã này nằm ở khu vực có độ cao trung bình m trên mực nước biển.
Người dân địa phương danh xưng tiếng Pháp là 

## Hành chính
| Danh sách các xã trưởng                |           |                  |      |             |
| Giai đoạn                              | Giai đoạn | Tên              | Đảng | Tư cách     |
| tháng 3 2001                           | 2014      | Emmanuel Parisse |      |             |
| 1989                                   | 1995      | Jean-Luc Niess   |      | (1947-2008) |
|                                        |           | Étienne Pierrat  |      |             |
| Tất cả các dữ liệu trước đây không rõ. |           |                  |      |             |

## Biến động dân số
| 1962                                         | 1968 | 1975 | 1982 | 1990 | 1999 |
| -------------------------------------------- | ---- | ---- | ---- | ---- | ---- |
| 96                                           | 108  | 95   | 82   | 140  | 138  |
| Số liệu từ năm 1962: Dân số không tính trùng |      |      |      |      |      |